# Sønder Dråby Sogn
Sønder Dråby Sogn er et sogn i Morsø Provsti (Aalborg Stift).
Sønder Dråby var siden Reformationen anneks til Flade Sogn, men i 1885 blev det anneks til Alsted Sogn. Alle 3 sogne hørte til Morsø Nørre Herred i Thisted Amt. Sognekommunen fulgte den gamle annektering og hed stadig Flade-Sønder Dråby. Den blev ved kommunalreformen i 1970 indlemmet i Morsø Kommune.
I Sønder Dråby Sogn ligger Sønder Dråby Kirke.
I sognet findes følgende autoriserede stednavne:
- Frostkær (areal)
- Sønder Dråby (bebyggelse, ejerlav)